# Lago Loktak

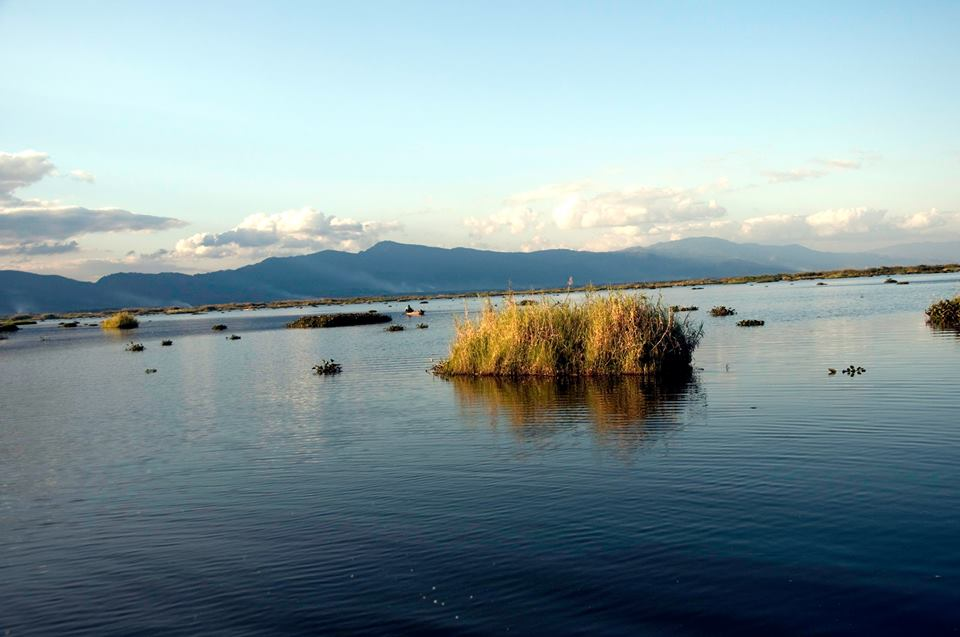
Lago Loktak en diciembre de 2016

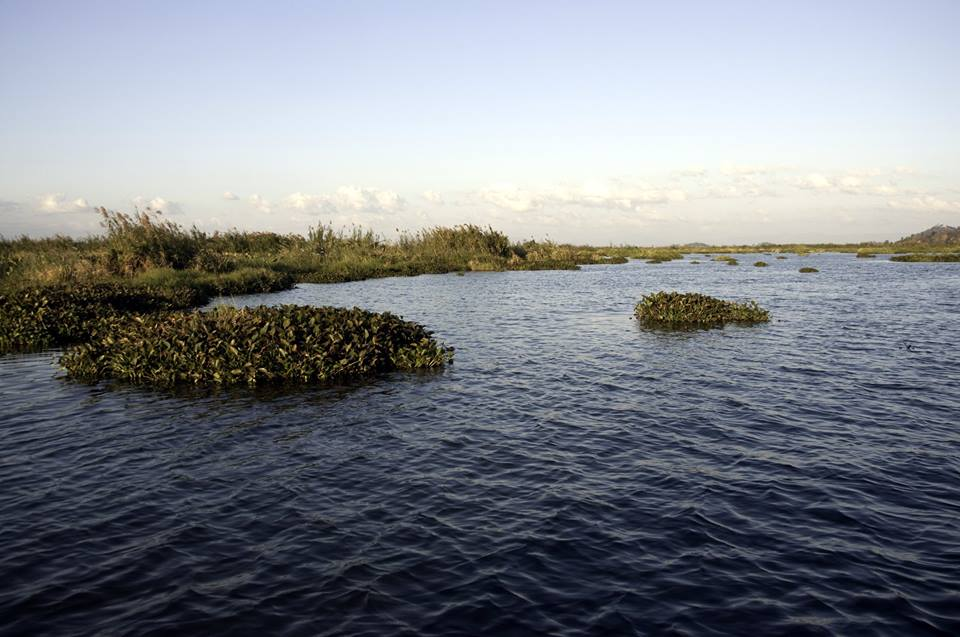
Lago Loktak, en diciembre de 2016

El lago Loktak, situado en una antigua caldera volcánica, es el mayor lago de agua dulce de la India, próximo a Moirang, en el estado de Manipur. Es un lago pulsante, con una superficie que varía de 250 a 500 km² durante la temporada de lluvias, siendo su área media de 287 km². La etimología de Loktak es Lok, 'arroyo' y tak, 'el fin'. Es famoso por los phumdis (masa heterogénea de vegetación, tierra y materia orgánica en varios estados de descomposición) que flotan sobre él. El mayor de todos los phumdis tiene 40 km² y está situado en la orilla sudeste. En este phumdi se ha establecido el parque nacional de Keibul Lamjao, el único parque nacional flotante del mundo y último refugio natural del Rucervus eldii eldii o sangai, símbolo del estado, en peligro de extinción y una de las tres subespecies del ciervo de Eld.
Este antiguo lago juega un papel importante en la economía de Manipur. Sirve como fuente de riego y suministro de agua potable, además de fuente para la generación de energía hidroeléctrica. El lago también da sustento a los pescadores rurales que viven en los alrededores y en phumdis, o islas flotantes, también conocidas como phumshongs. La actividad humana ha llevado a una fuerte presión sobre el ecosistema del lago. Unas 55 aldeas rurales y urbanas próximas al lago tienen una población de alrededor de 100.000 personas. Teniendo en cuenta el estado ecológico y sus valores de biodiversidad, el 23 de marzo de 1990 el lago fue designado como humedal de importancia internacional en virtud de la Convención de Ramsar. También se incluyó en el Registro de Montreux el 16 de junio de 1993, «un registro de sitios Ramsar donde se han producido, se están produciendo o es probable que se produzcan cambios en las características ecológicas».

El 11 de marzo de 2016, India incluyó el Área de conservación de Keibul Lamjao en su Lista indicativa, condición previa para ser designado como Patrimonio de la Humanidad.
El día de Loktak se celebra todos los años el 15 de octubre en la periferia del lago Loktak.

## Geografía

### Topografía
De los dos sistemas fluviales que drenan el estado de Manipur —el río Barak y el río Manipur— el río Manipur fluye a través del valle de Manipur. El río nace en el norte en Karong y fluye hacia el sur de Imphal, por lo que se conoce también como río Imphal. A lo largo de su curso a través del valle aguas abajo de Imphal, la pendiente del lecho del río es suave. El patrón de drenaje es dendrítico (en forma de árbol que se ramifica), de curso paralelo y radial, según la estructura y litología del área. Los valles de los ríos Imphal, Iril y Thoubal también exhiben un curso fluvial serpenteante.
En la salida del dique de Ithai, al final del lago, el área de captación directa de las cuencas que desembocan en el lago es de 980 km², de los que 430 km² están cultivados de arroz, 150 km² están urbanizados y 400 km² son zonas boscosa. El área del lago es de 236,21 km² (91,2 mi²). Este comprende grandes zonas de aguas abiertas y tierras pantanosas formadas en la parte sur del valle de Imphal hasta la confluencia de los ríos Manipur y  Khuga en el distrito de Imphal Occidental. El lago comprende una zona núcleo de no desarrollo o zona totalmente protegida que comprende 70,3 km² y un área de amortiguamiento o zona colchón. Dentro del lago y en su periferia, existen 14 cerros de diferente tamaño y elevación. En la parte sur del lago se encuentran las islas Sendra, Ithing y Thanga.

#### Zonación del lago
Geográficamente, y en términos de biodiversidad y presión de las actividades humanas, el lago se divide de forma general en zonas norte, centro y sur, como se detalla a continuación.
- La zona Norte, que se extiende desde el lado este del río Nambol, cerca de Ngaikhong Khunou, hasta Phabakchao, incluido Maibam Phumlak, tiene cinco corrientes/ríos principales, los ríos Manipur, Nambul, Yangoi, Nambol y Thongjaorok, que desembocan en el lago. La zona está separada de la zona central por grandes phumdis (grosor variable de 1,3 a 14,8 pies ) que se extienden de noroeste a sureste. De enero a marzo, los phumdis en esta área generalmente se queman para la construcción de granjas de peces y arrozales ; Se han construido muchas piscifactorías grandes con diques elevados.

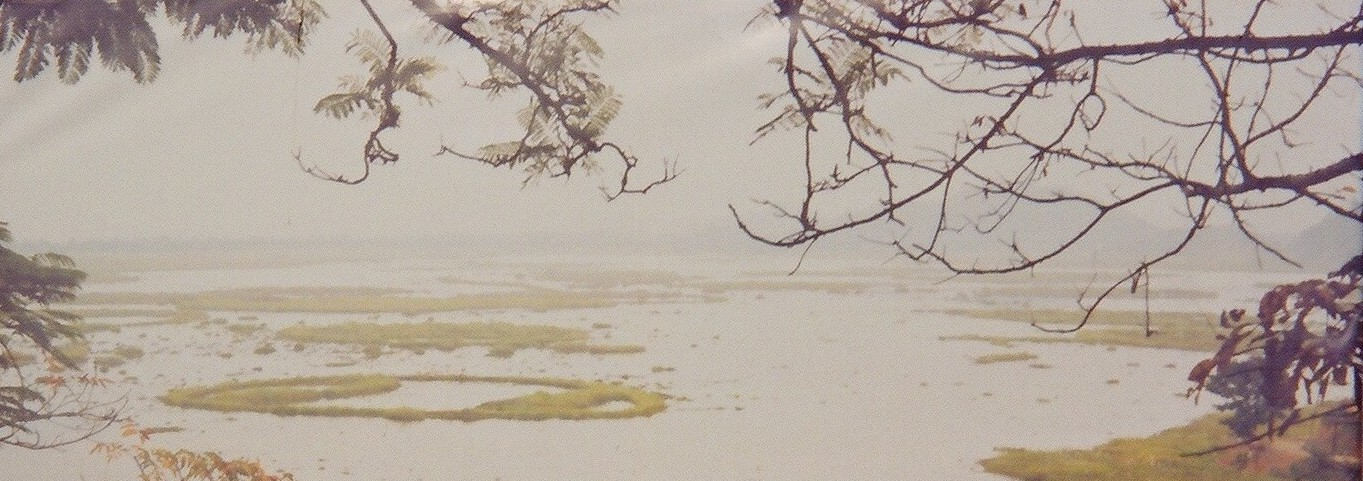
Phumdis o islas flotantes en el lago: los circulares, llamados athapums, se crean artificialmente para pescar.

- La zona Central, que se extiende desde Awang Laisoi pat (lado occidental del río Nambol, cerca de Ngaikhong Khullen) hasta Laphu pat (entre el canal Khordak y el río Imphal), encierra islas prominentes de Thanga, Karang e Ithing. Tiene alguna subzona, a saber, Laisoi, Awangsoi, Yennapat, Tharopat, etc. Es la principal zona de aguas abiertas del lago, que en el pasado estaba relativamente libre de phumdis, pero a lo largo de los años los athaphum, phumdis creados artificialmente por los aldeanos para pescar han proliferado y han asfixiado todo el lago. El Departamento de Pesca del Estado ha establecido un centro de pesca dentro de esta zona en Takmu pat para el desarrollo de la pesca .

- La zona Sur abarca el parque nacional Keibul Lamjao, y las extensiones Ungamel y Kumbi en la parte sur del lago. La zona está conectada con el río Khuga por el canal Ungamel. El río Imphal también está conectado con esta zona por el canal Khordak. La cuenca occidental drenada por el río Kangshoibi desemboca en esta zona. Se ha observado proliferación de phumdis cerca de la desembocadura del canal Ungamel, Kumbi pat, Nongmaikhong y el área de Khordak.

### Geología
Las formaciones rocosas dominantes en la cuenca de captación de Manipur son las calizas del Cretácico, las Disang con serpentinitas (Eoceno Inferior a Medio– Cretácico Superior), las Surmas y las Tipams (Mioceno). Los tramos más altos de las colinas tienen los grupos de rocas Disang y Tipam, mientras que el grupo Surma se encuentra en los tramos más bajos. Las secuencias de arenisca gris, arenisca–conglomerado–caliza intrusionadas por serpentinitas que contienen cantidades menores de estalita–cromita, anfíboles y magnetita constituyen la formación Disang. La secuencia arcillosa y arnácea representa los grupos Surma y Tipam, respectivamente.

### Clima
Con una precipitación media anual de 1183 mm, el clima monzónico tropical prevalece en el valle. Las temperaturas oscilan entre 0 y 35 °C. Febrero y marzo son los meses más secos.

### Hidrología
El lago Loktak es alimentado por el río Manipur y varios afluentes, y su única salida es el canal Ungamel (Ithai Barrage). El origen del sistema fluvial de Manipur y sus afluentes, que fluye en dirección norte-sur y desemboca en el lago, se encuentra en las cadenas montañosas inmediatamente al oeste del lago. Los cinco ríos principales, con un área de captación indirecta de 7157 km², son el Imphal (también llamado río Manipur), el Iril, el Thoubal, el Sekmai y el Khuga. Los otros arroyos principales que desembocan en el lago y que traen gran cantidad de sedimentos son el Nambul, el Nambol, el Thongjarok, el Awang Khujairok, el Awang Kharok, el Ningthoukhong, el Potsangbam, el Oinam, el Keinou y el Irulok. El lago, ubicado en el lado sur de la cuenca del río Manipur, se encuentra en la elevación más baja del valle y ningún otro río importante desemboca en el lago, excepto algunos riachuelos.
Aunque los datos hidrológicos de la cuenca del río no se han monitoreado adecuadamente, el Departamento de Ciencias de la Tierra de la Universidad de Manipur evaluó en su informe de 1996 la escorrentía promedio del río Manipur en 5,192 km³, de un área de captación total de 697 km² en la presa de Ithai. El potencial de agua subterránea ha sido evaluado estimado alrededor de 44 hm³ por año.
Se han desarrollado varios proyectos de recursos hídricos en la cuenca del río Manipur para satisfacer la creciente demanda de riego. Se han completado siete proyectos del valle del río; estos son el Proyecto de la Presa Singda, el Proyecto de la Presa Thoubal y el Proyecto de la Presa Khuga, que son de tipo multipropósito, el Proyecto de Presa Imphal y el Proyecto de Presa Sekmai, ambos proyectos de riego mediano. El proyecto más discutido es el Proyecto Multipropósito Loktak, que brinda beneficios de energía hidroeléctrica, riego y suministro de agua, pero ha atraído críticas adversas por la drástica alteración causada por el proyecto en el régimen hidrológico del lago Loktak y los humedales asociados.

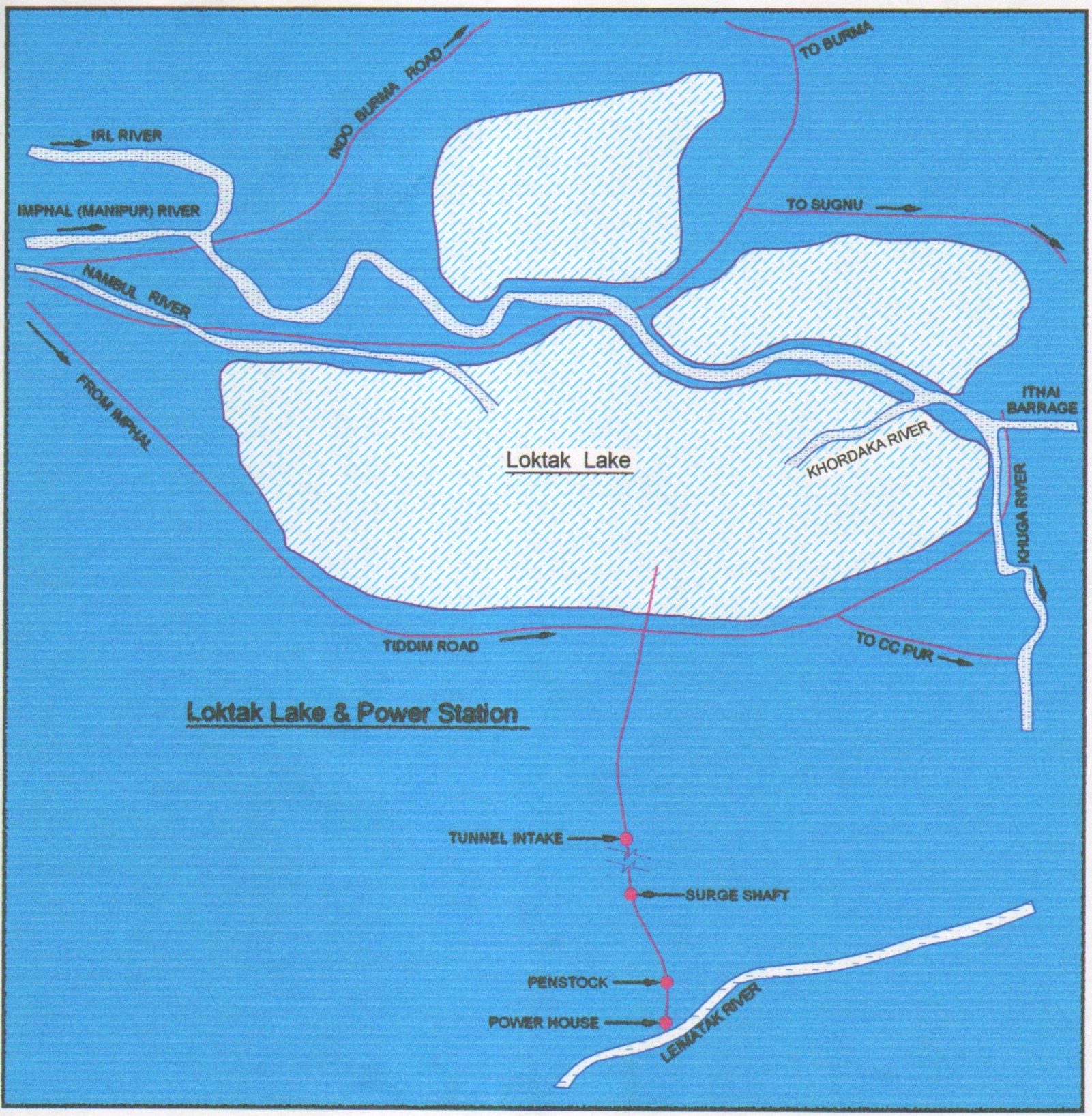
Lago Loktak y ubicación del Proyecto Hidroeléctrico

## Biodiversidad
Una rica biodiversidad con heterogeneidad de hábitat ha sido registrada durante un estudio científico realizado entre enero de 2000 y diciembre de 2002 en diferentes parches de hábitat del lago. La rica diversidad biológica del lago comprende 233 especies de macrófitos acuáticos de hojas emergentes, sumergidas, flotantes y flotantes enraizadas.
La vegetación importante de los phumdis registrados consiste de Eichhornia crassipes, Phragmites karka, Oryza sativa, Zizania latifolia, Cynodon spp., Limnophila spp., Sagittaria spp., Saccharum latifolium, Erianthus pucerus, Erianthus ravennae, Leersia hexandra y Carex spp.; Se informa que Phragmites karka es la especie dominante.
En el parche de hábitat con plantas flotantes enraizadas, la vegetación comprende a) Nelumbo nucifera, b) Trapa natans, c) Euryale ferox, d) Nymphaea alba, e) N. nouchali, N. stellata y f) Nymphoides indica.

### Fauna

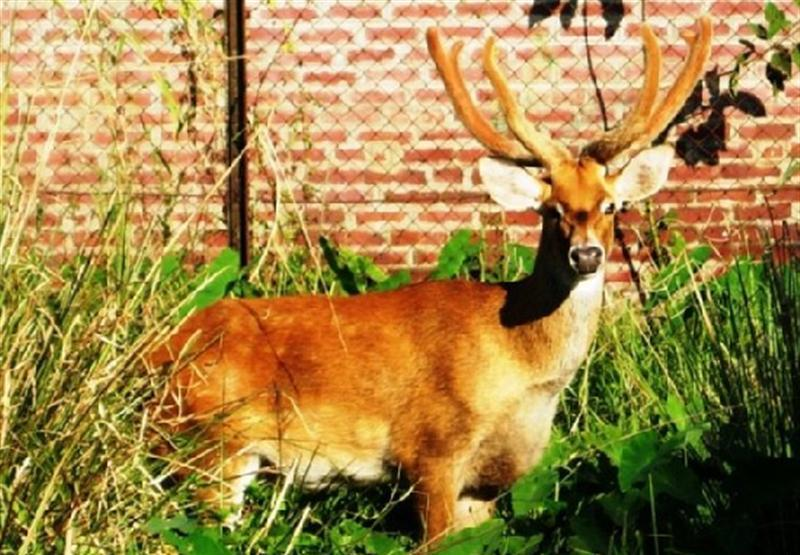
Sangai en peligro de extinción de esta variedad de ciervos de Eld en los recintos del lago.

En el lago se han observado 57 especies de aves acuáticas y otras 14 especies de aves asociadas a los humedales, incluidas 28 especies de aves acuáticas migratorias (la mayoría de las cuales migran desde diferentes partes del hemisferio norte más allá del Himalaya ). También se registraron 425 especies de animales: 249 vertebrados y 176 invertebrados ). La lista incluye animales raros como la pitón india, el sambhar y el muntíaco. El parque nacional Keibul Lamjao es el hábitat natural de uno de los ciervos más amenazados, el sangai, una subespecie del ciervo de Eld (Cervus eldi eldi) que alguna vez se pensó que estaba extinto.

#### Avifauna
Se ha informado que la avifauna registrada en diferentes hábitats del lago está disminuyendo. Brevemente, se elaboran los detalles de la avifauna registrada ahora.
En la parte central del lago se reportan aves acuáticas, incluyendo anatinos y aytinos, pero su número está disminuyendo debido a la proliferación de phumdis.
En el hábitat se reportaron parte de las plantas enraizadas, Hydrophasianus chirurgus, Metopidius indicus, y otras; una vez abundantes, ahora muestran una tendencia a la baja.
Pequeños montículos (aunque mostrando condiciones degradadas) en el lago muestran grandes árboles; En estos árboles se han registrado rapaces como Milvus migrans lineatus y Circus aeruginosus.
Las especies de cálaos que se encuentran son el cálao de lomo marrón, el cálao del Nepal, el  cálao gorginegro y el cálao de varios colores.

#### Fauna acuática
Se informa que la producción de pescado del lago es de unas 1.500 toneladas cada año. El Departamento de Pesca del Estado ha introducido millones de alevines de carpas indias y exóticas. La pesca de captura natural sin el requisito de ningún arrendamiento o licencia también estaba en boga en el lago. La pesca lacustre es ahora una mezcla de sistemas de captura y cultivo. Nueve minicriaderos abiertos por el Gobierno del Estado tienen capacidad para producir un millón de alevines de peces en un día. El cincuenta por ciento de los alevines producidos se liberaron en el lago Loktak y el resto se distribuyó a los comités de pesca beneficiarios. Las nuevas variedades de peces introducidas en el lago fueron la carpa herbívora, la carpa plateada y las variedades antiguas de los peces locales como Channa punctata (ngamu), Anabas testudineus (ukabi), Anguilla (ngaril), pangba, tharak y ngashap declaradas en grave peligro.

#### Fauna

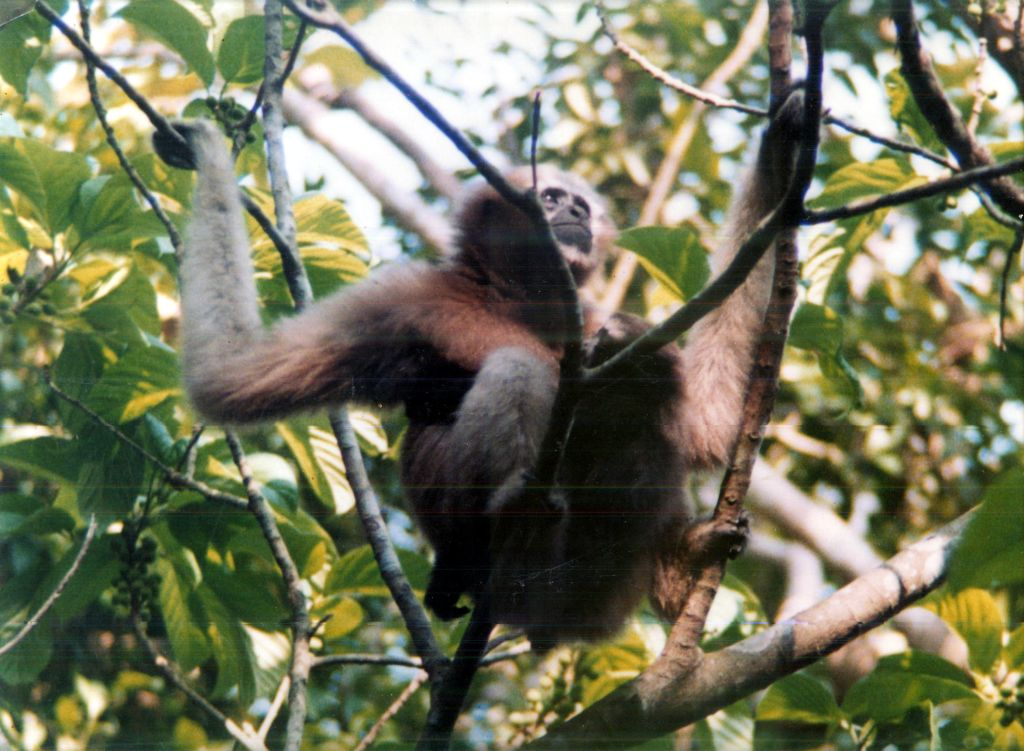
Hoolock visto en los recintos del lago en el parque nacional Keibul Lamjo

La fauna registrada en los recintos del lago en el parque nacional Keibul Lamjo son la pitón india, el sambar, el muntíaco, la especie sangai en peligro de extinción del ciervo de Eld, el oso salvaje, Muntiacus muntjak, el mono rhesus, el gibón hoolock, el macaco rabón, el macaco indio civet, la gran civeta india, el gato jaspeado y el gato dorado de Temminck.
El lago Loktak y sus alrededores se han enfrentado a serios problemas debido a la pérdida de la cubierta vegetal en el área de captación y la construcción de presas de Ithai en la salida del lago para el desarrollo de los recursos hídricos de usos múltiples.
Se ha producido la degradación del área de captación. La deforestación y la agricultura itinerante en las áreas de captación han acelerado el proceso de erosión del suelo, lo que ha provocado la contracción del lago debido a la sedimentación. Se estima que el flujo anual de sedimentos hacia el lago es de 336.350 toneladas.
Los nutrientes del área de captación y las aguas residuales domésticas de la ciudad de Imphal transportadas por el río Nambul se descargan en el lago afectando la calidad del agua, fomentando así el crecimiento de jacintos de agua y phumdis. Todas estas actividades tienen una relación directa con la estabilidad ecológica del lago. La interferencia en la navegación y el valor estético general del lago son otros efectos adversos informados.
La construcción de la presa de Ithai y el mantenimiento constante del nivel del agua en el nivel máximo del embalse (FRL) ha provocado a) cambios en el régimen hidrológico, lo que afecta los procesos ecológicos y las funciones del humedal, b) la inundación de las tierras agrícolas y el desplazamiento de personas de las tierras inundadas y c) pérdida de población y diversidad de peces.
Análisis recientes de las concentraciones de algunos elementos con límites de la FAO mostraron la no detección de elementos tóxicos como As, Cd, Hg y Pb. Hasta cierto punto, el agua del lago se puede considerar dulce en términos de trazas de contaminantes elementales.
El espesor de phumdis ha disminuido en el parque nacional Keibul Lamjao, lo que amenaza la supervivencia de los ciervos sangai y la interferencia en la migración de peces del sistema del río Chindwin–Irrawaddy de Myanmar, lo que provoca cambios en la composición de las especies.
La población de una serie de plantas económicas como las especies Saccharum, Setaria pumila, Alpinia nigra, Hedychium spicatum y las principales plantas alimenticias como las especies Zizania, Latifolia, Carex, Coix y Narenga ha disminuido, lo que ha provocado condiciones de inanición para el ciervo sangai en peligro de extinción. Con los phumdis adelgazando, las pezuñas de las extremidades del sangai se atascan en el pantano y se ahogan. La producción de frutos comestibles y rizomas ( thamchet y thambou ) de las plantas de loto ha disminuido en gran medida. Las plantas también se han degradado debido a la contaminación del agua.
El sustento de las personas que dependen de la venta de frutos comestibles y productos de plantas de loto y Euryale ferox (hanging) se ha visto afectado debido a la fuerte disminución en el crecimiento de estas especies de plantas.
Hoy en día, el lago Loktak se encuentra en el nivel más alto de eutrofización y el ciervo sangai está al borde de la extinción.

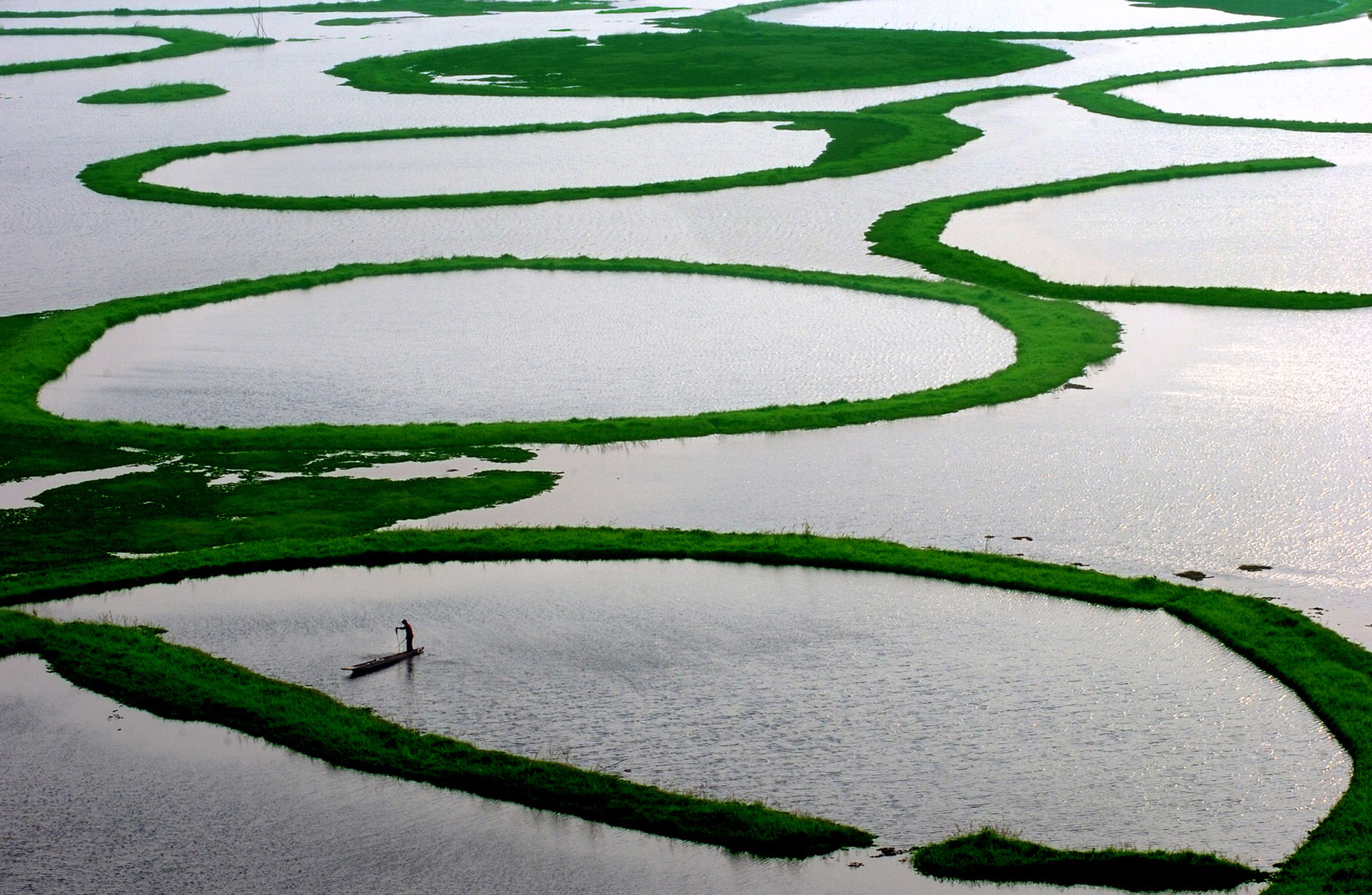
Pesca en el lago Loktak

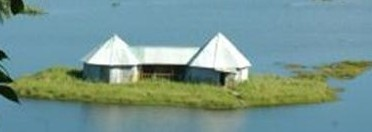
Una vista de Sendra Tourist Home en un gran phumdi en el lago Loktak